# Ladislav Kupkovič
Ladislav Karol Kupkovič (Bratislava, 17 maart 1936 - Haste, 15 juni 2016) was een Slowaaks-Duitse componist, muziekpedagoog, dirigent en violist.

## Levensloop
Kupkovič studeerde van 1950 tot 1955 viool bij Albín Vrteľ en orkestdirectie aan het Konzervatórium v Bratislave in Bratislava. Van 1955 tot 1961 studeerde hij viool bij Mikuláš Jelínek aan de Vysoká škola múzických umení v Bratislave (Hogeschool voor muzische Kunsten) in Bratislava. Na het behalen van zijn diploma's werd hij tot 1964 violist in het Slowaaks Filharmonisch Orkest in Bratislava. Vervolgens werkte hij als freelance componist, maar werkte vooral voor de film en televisie. Kopkovič richtte het ensemble Hudba dneska ("Muziek van nu") op en maakte met dit ensemble concertreizen in binnen- en buitenland. In 1969 kon hij met een studiebeurs van de Deutscher Akademischer Austausch-Dienst (DAAD) in Berlijn werken en emigreerde in het volgende jaar naar Duitsland, waar hij intussen genaturaliseerd was. 
Van Berlijn vertrok hij naar Keulen, waar hij in 1971 de première van Mixtur van Karlheinz Stockhausen dirigeerde. In 1973 werd hij docent voor muziektheorie aan de Hochschule für Musik und Theater Hannover; in 1976 werd hij aldaar tot professor benoemd. Hij werd lid van de Freie Akademie der Künste in Hamburg. In de zeventiger jaren van de vorige eeuw was hij een veelgevraagd dirigent voor "nieuwe muziek" zowel bij Duitse als bij buitenlandse omroeporkesten. Van 1968 tot 1971 experimenteerde hij met de concertvorm en werd vooral bekend door zijn Wandelconcerten, zo genoemd, omdat de luisteraars gedurende het concert door het orkest kon wandelen of ook omgekeerd. Tijdens een concert Musik für das Ruhrfestspielhaus (1970) in Recklinghausen speelden rond 40 uitvoerenden meer dan 3 uur lang een aantal stukken in een dergelijke procedure. De werken werden gespeeld in verschillende ruimten/zalen van het gebouw, soms tegelijkertijd. Kupkovič noemde een dergelijk gebeuren Wandelconcert. Het idee werd uitgebreid gedurende de "Klanginvasion auf Bonn" (1971). Nu waren het 150 muzikanten, die rond 12 uur op verschillende plaatsen in de stad musiceerden. Dergelijke evenementen vonden ook plaats in Smolenice (1969), experimentelles Konzert in der Akademie der Künste Berlijn (1970), Wandelkonzert im Mainzer Rathaus Mainz (1974) en Tage für Neue Musik Hannover (1976). 
Daarna is bij hem een afkeer van de zogenoemde "nieuwe muziek" ontstaan en daarom keerde hij terug naar de tonaliteit. Kupkovič leeft met zijn vrouw in de gemeente Haste, vlak bij Hannover. Een van zijn twee dochters, Danica Kupkovič is docente aan de Hochschule für Musik Detmold.
Als componist schreef hij meer dan 250 werken voor diverse genres zoals werken voor orkest, harmonieorkest, muziektheater, vocale muziek, kamermuziek en filmmuziek.

## Composities

### Werken voor orkest
- 1965 Achteck, voor 4 dwarsfluiten, 2 hobo's, 2 trompetten, 2 vibrafoons, 2 harpen, 4 Slagwerkers en 8 violen (2e versie van: Osemhran samoty, nudy a strachu (Achteck der Einsamkeit, Langweiligkeit und Angst)
- 1965 Echos (ozveny), voor kamerorkest
- 1968 Dioe, orkestspelen met dirigeren[3]
- 1968 Vor-Mit-Nach (pred-s-za), voor houtblazersgroep, strijkersgroep en harmonium
- 1968 Etüde, voor 18 solo violen, violen, celli, contrabassen, trompet, pauken en glockenspiel
- 1970 Ankunft - innen, voor orkest
- 1970 Ankunft - draußen, voor orkest
- 1970 B. - Erinnerungen, voor orkest en elektronische klanken
- 1971 Monolith, voor 24 violen, 8 altviolen, 8 celli en 8 contrabassen
- 1971 Serandalusia, voor solo viool en orkest
- 1972 Tempo, voor strijkorkest
- 1972 Ein Gespräch mit Gott, voor orkest
- 1973 Monolith, voor 48 strijkinstrumenten
- 1975 Čarovné sláčiky (die zaubernden Bögen), voor 30 solo violen en begeleiding

- 1976 Serenata, voor orkest
- 1977 Verlegt: Tre Media Musikverlage, voor trompet en orkest
- 1978 K. und k. Musik, voor orkest
- 1979 Cassation D majeur, voor orkest
- 1980 Schwetzinger Divertimento, voor strijkorkest
  1. Allegro
  2. Hirschgruppen
  3. Apolo-Tempel
  4. Aria-Merkur
  5. Minerva-Tempel
  6. Danubius und Rhenus
  7. Das römische Wasserkastell
  8. Introduction und Fuge
- 1981 Kleine Rococo-Symfonie, voor strijkorkest
- 1981 Symfonie in D majeur, voor orkest
- 1981 Orchestervariationen über ein slowakisches Kirchenlied "Bliz k Tebe, Bozemoj..." ("Näher zu Dir, Meingott..."), voor orkest
- 1982 2e Rococo-Symfonie in C majeur, voor orkest

- 1982 3e Rococo-Symfonie in c mineur, voor orkest
- 1982 Variationen über das Lied "Ich küsse ihre Hand, Madame...", voor kamerensemble
- 1982 Concertante, voor viool, cello, piano en kamerorkest
- 1983 Hommage a Marschner, voor kamerorkest
- 1984 Chaconne in G majeur over een orgelthema van Johann Sebastian Bach, voor strijkorkest
- 1984 Serenade in G majeur, voor 4 violen, 4 altviolen, 4 celli en contrabas
- 1984 Cassation in C majeur, voor jeugdorkest
- 1987 Symfonie in G majeur, voor orkest
- 1992 Rondo, voor vier orkesten (ieder orkest met 2 hoorns en strijkers)
- 1992 Das klingende Hochhaus, oorspronkelijke titel: Katinka´s Geheimnis, voor recitatie en orkest[4] - tekst: Katja Leonhardt
- 1998 Concertino in C majeur, voor sopraanblokfluit en strijkorkest met pauken
- 2004 Concertino, voor contrabas, piano en strijkorkest
- 2005 Suite, voor strijkorkest
- 2005 Symfonie in C majeur, voor orkest
- 2006 Concerto grosso, voor strijkers

#### Concerten voor instrumenten en orkest
- 1971 K. - Rhapsodie, suite voor viool en orkest
- 1979 Concert nr. 1 in D majeur, voor viool en orkest
- 1980 Concert nr. 1 in C majeur, voor cello en orkest
- 1980 Concert in D majeur, voor accordeon en orkest
- 1980 Concert nr. 1 in A majeur, voor piano en orkest
- 1981 Concert in Es majeur, voor viool en orkest
- 1984 Concert in G majeur, voor viool en orkest
- 1989 Concert in Des majeur, voor piano en orkest
- 1992 Concert in C majeur, voor viool en strijkorkest
- 1994 Concert in Es majeur, voor hoorn en orkest
- 1994 Concert in D majeur, voor contrabas en orkest
- 1994 Concert nr. 2 in G majeur, voor cello en orkest
- 1997 Sonate nr. 5 in d mineur, voor viool en orkest
- 2001 Concert nr. 6 in D majeur, voor viool en orkest

### Werken voor harmonieorkest en koperensemble
- 1970 Treffpunkt, voor groot blazersensemble, 8 slagwerkers, Beat-ensemble, strijkkwartet en 2 sprekers
- 1970 Bläserakkord, voor groot blazersensemble
- 1970 Intrada, voor koperensemble
- 1971 Gelegenheitskomposition für: "Klanginvasion auf Bonn", voor groot blazersensemble - première: met het Stabsmusikkorps van de Bundeswehr
- 1994 Fanfare für Frühlingsmusikfest in Cifer (Slowakei), voor harmonieorkest
- 1998 Fanfare, voor koperensemble

### Missen en andere kerkmuziek
- 1978 Missa Papae Ioannis Pauli Secundi, voor gemengd koor en orkest
- 1980 Missa in E majeur, voor gemengd koor en orkest
- 1987 Sequenza "Veni, Sancte Spiritus", voor mezzosopraan en orgel
- 1991 Ave Maria, voor sopraan (of tenor) en piano

### Muziektheater

#### Opera's
| Voltooid in | titel                       | aktes       | première                                                                            | libretto              |
| ----------- | --------------------------- | ----------- | ----------------------------------------------------------------------------------- | --------------------- |
| 1986        | Die Maske                   | 3 bedrijven |                                                                                     | E.T.A. Hoffmann       |
| 1987        | Das Hundepferd, kinderopera |             | 1988, Hannover, Hochschule für Musik und Theater Hannover                           | Hans Georg Lenzen     |
| 1994        | Die Rose (Trojruza)         | 2 bedrijven | 13 januari 1996, Bratislava, Slovenske narodne divadlo (Slowaaks Nationaal Theater) | Jela Krcmery-Vrtelova |

### Vocale muziek

#### Cantates
- 1981 Cantate, voor solisten, gemengd koor en orkest
- 1990 Kdo, kdyz ne my? Kdy, kdyz ne ted? (Wer, wenn nicht wir? Wann, wenn nicht jetzt?), cantate voor gemengd koor en orkest - tekst: van de spandoeken, die in Praag gedurende de fluwelen revolutie gedragen werden (toevallig was de componist erbij, in het hotel Evropa)
- 1996 Der Stern leuchtet, cantate voor bariton, viool, piano en mannenkoor
- 1999 Lätare-Kantate, cantate voor gemengd koor, gemengd echo-koor en instrumentaal ensemble

#### Werken voor koor
- 1967 Buchstaben (pismena), voor 8 vocalisten (sprekers), 4 vrouwelijke en 4 mannelijke stemmen
  1. Wechselnde Vokale
  2. Unterbrochene Vokale
  3. Dental und Palatal
  4. Gutturales "U"
  5. 8 x "Sch"
- 1996 Walter Ahlemeier-Lied, voor gemengd koor en piano
- 1997 Wechsellied beim Weine, voor gemengd koor - tekst: Eduard Möricke

#### Liederen
- 1986 Acht Lieder, voor vier mannenstemmen (2 tenoren, 2 bassen) en piano
  1. Elysium - tekst: Johann Georg Fischer
  2. Sphärengesang - tekst: Hieronymus Lorm, eigenlijk: Heinrich Landesmann (1821-1902)
  3. Im Alter - tekst: Joseph von Eichendorff
  4. Heimgang in der Frühe - tekst: Detlev Freiherr von Liliencron
  5. Einer Toten - tekst: Theodor Storm
  6. Unter den Linden - tekst: Walter von der Vogelweide
- 1986 Norwegisches Volkslied "Ola Glomstulen", voor 2 tenoren en 2 bassen met piano (ad libitum)
- 1990 Rezitativ zu: Kurt Tucholsky: "Mein Nachruf", voor zangstem en piano
- 1990 Zes liederen, voor sopraan, cello (of contrabas) en piano
- 1996 Drie liederen, voor alt en piano 
  1. Am Flusse Aga (Mongolisch lied)
  2. Ghaselen, Dschelaleddin Rumi (Perzisch)
  3. Winterreise - tekst: Friedrich Hebel
- 1997 Sieben altertümliche Lieder des Saufordens (Sedem starodavnych piesni radu pijanskeho)
- 1997 Lieder, voor 8 mannenstemmen en piano 
  1. Dieses Glas trink´ ich aus
  2. Wie unsere Sitte, trinken wir nur
  3. Freundeslied
  4. Auf Bacchus´sche Brüderschaft
  5. Wenn du singen willst
  6. In jeder Kneipe
- 2001 Tri pesne (Drei Lieder), voor sopraan, klarinet en cello - tekst: Jan Holly

### Kamermuziek
- 1961 Gespräche (Rozhovory), voor dwarsfluit en fagot
- 1962 Fleisch des Kreuzes (mäso kriza), voor trombone, 6 pauken, 3 tamtams en kerkklokken (10 slagwerkers)
- 1962 Osemhran samoty, nudy a strachu (Achteck der Einsamkeit, Langweiligkeit und Angst), voor 8 willekeurige instrumenten
- 1962 Antworten ohne Fragen (odpovede bez otazok), voor 3 dwarsfluiten en tamtam
- 1963 Cluster-Dynamik-Glissando, voor strijkkwartet
- 1963 Psalm (zalm), voor 4 hoorns
- 1964 Schreie (Vykriky), voor instrumenten ad libitum
- 1965 mobile for beckett, voor piano, vibrafoon met Piatto sospeso, glockenspiel en slagwerk (tumben, bongo's, maraca's, tom-toms en claves)
- 1965 Decolltage (dekoltaz), voor 4 hobo's, 4 trompetten en 12 slagwerkers (4x2 pauken, Piatti sospesi, 4 Piatti a due, 4 tamtams en 4 buisklokken)
- 1967 weniger und mehr (menej a viac), voor basklarinet en piano
- 1968 Morceau de genre, voor viool en piano (of accordeon)
- 1971 Souvenir, voor viool en piano
- 1974 Mosaik, voor houtblazers
- 1975 Präliminarien, voor ensemble
- 1975 Krummhorntrio
- 1977 Rrrondo, voor cello en piano
- 1977 Rückblick, voor hobo, klarinet, viool, altviool, cello en contrabas
- 1978 Der Juwelierladen, voor viool en piano
- 1978 Strijkkwartet nr. 1 in C majeur
- 1978 Strijkkwintet in Des majeur
- 1978 Chaconne nr. 2, voor variabele bezetting
- 1978 Strijkkwartet nr. 2 in D majeur
- 1978 Drei Humoresken, voor 3 trompeten en 2 tuba's
- 1979 Sonatine nr. 1 in G majeur, voor viool en piano
- 1979 Sonatine nr. 2 in F majeur, voor viool en piano
- 1979 Sonatine nr. 3 in D majeur, voor viool en piano
- 1979 4 Menuette, voor sopraanblokfluit en basso continuo
- 1980 Kwartet in E majeur, voor dwarsfluit, viool, altviool en cello

- 1980 Kwartet in A majeur, voor hobo, viool, altviool en cello
- 1980 Kleine Partita, voor accordeon, viool, vibrafoon en marimba
- 1980 Sonate nr. 5 in A majeur, voor viool en piano
- 1980 Kwintet in A majeur, voor harp en strijkkwartet
- 1980 Harfenwalzer, voor harp en strijkkwartet
- 1980 Kleine Suite in D majeur, voor viool, cello en piano
- 1980 Sonate nr. 1 in D majeur, voor cello en piano
- 1981 Sechs kleine Stücke, voor 6 tot 7 blokfluiten
- 1981 Bläserserenade in Es majeur, voor 2 dwarsfluiten, 2 hobo's, 2 klarinetten, 2 fagotten, 2 hoorns en 2 trompetten
- 1981 Impromptu, voor viool en piano (of accordeon)
- 1981 Kleine Suite, voor strijkkwartet
- 1982 Kwintet nr. 1 in A majeur, voor klarinet en strijkkwartet
- 1983 Variationen über ein slowakisches Volkslied ("Ej zaluzicki polo..."), voor accordeon, viool (of dwarsfluit) en cello (of fagot)
- 1984 Tänze aus Pannonien, voor cello (of viool, of altviool) en piano
- 1984 Sonate nr. 2 in Bes majeur, voor cello en piano
- 1984 Kwintet in A majeur, voor strijkkwartet en piano
- 1984 Strijkkwartet nr. 3 in d mineur
- 1984 Strijkkwintet in Bes majeur
- 1984 Trio nr. 1 in Bes majeur, voor viool, cello en piano
- 1986 Octet in G majeur, voor klarinet, hoorn, fagot en strijkkwintet
- 1986 Kwartet nr. 1 in A majeur, voor viool, altviool, cello en piano
- 1986 Kwartet nr. 2 in Bes majeur, voor viool, altviool, cello en piano
- 1987 Trio in D majeur, voor dwarsfluit, fagot (of cello, of basklarinet) en piano
- 1987 Strijkkwartet nr. 4 in Bes majeur
- 1988 Strijkkwartet nr. 5 in G majeur
- 1988 Trio nr. 1 in Bes majeur, voor hobo, klarinet en fagot
- 1988 Trio nr. 2 in Bes majeur, voor hobo, klarinet en fagot
- 1988 Octet in D majeur, voor 2 hobo's, 2 klarinetten, 2 hoorns en 2 fagotten

- 1989 Kwintet in C majeur "Reincarnatie", voor hobo, klarinet, hoorn, fagot en piano
- 1989 Armenische Lieder aus Garin (Erzurum), voor viool en piano
- 1989 Kwartet nr. 3 in F majeur, voor viool, altviool, cello en piano
- 1989 Matthias-Drude-Variation, voor viool, klarinet, cello en piano
- 1990 Sonate in D majeur, voor 2 violen en piano
- 1990 Sonate nr. 6 in D majeur, voor viool en piano
- 1990 Sonate nr. 7 in A majeur, voor viool en piano
- 1991 Sonate nr. 8 in f mineur, voor viool en piano
- 1991 Strijkkwartet nr. 6 in A majeur
- 1991 Blaaskwintet in F majeur
- 1992 Variationen über ein isländisches Reitervolkslied ("A sprengisandi"), voor dwarsfluit, cello en 2 accordeons
- 1992 Initialen. twaalf stukken voor strijkkwartet
- 1997 Violini giocosi, voor 10 violen en piano
- 1999 Sonate nr. 9 in D majeur, voor viool en piano
- 2000 Sonate in E majeur, voor altviool en piano
- 2001 Sonata funèbre, voor contrabas en piano
- 2001 Divertimento, voor vier blokfluiten
- 2002 Kwintet nr. 2 in D majeur, voor klarinet, 2 violen, altviool en cello
- 2002 Sonate nr. 10 in A majeur, voor viool en piano
- 2003 Trio in cis mineur, voor klarinet, viool en piano
- 2003 Variationen auf ein koreanisches Volkslied, voor strijkkwartet en piano
- 2003 Kwartet in c mineur, voor hobo, klarinet, hoorn en fagot
- 2003 Fanfaren für Trnava (Tyrnau), voor hoornkwartet
- 2004 Episoden, voor klarinet en cello
- 2005 Apokryphen, voor viool en cello
- 2005 Quintet, voor accordeon en strijkkwartet
- 2006 Epigraphen, voor hobo en cello
- 2007 Variationen über ein Thema von Beethoven, voor viool en piano

### Werken voor orgel
- 1979 Chaconne nr. 3 in g mineur

### Werken voor piano
- 1976 HAPPY-END, voor 4 piano's
- 1977 Clavierübung - Präludium und Fuga, voor 4 piano's
- 1977 Sankt-Vinzent-Variationen
- 1978 Requiem für meine Selbstmörder, voor 2 piano's
- 1981 33 Variationen auf eigenes Thema
- 1981 Sonate nr. 1 in G majeur
- 1981 Sonate nr. 2 in Bes majeur
- 1981 Polka in c mineur, voor 2 piano's
- 1981 Valse in Bes majeur, voor 2 piano's
- 1984 Kontrapunktisches Tagebuch, 10 stukken
- 1984 Thema, Variationen und Fuge in Es majeur, voor 2 piano's
- 1988 Concertpolka in A majeur
- 1993 24 Preludes
- 1996 Schwei-Zschu-Zschou, voor piano vierhandig
- 2006 Arabesque

### Werken voor accordeon
- 1975 312-SL/723, voor 2 accordeons
- 1977 Drei tschechische Tänze
- 1978 Romanze
- 1981 Fuga in C majeur, voor 5 accordeons
- 1982 Variationen über ein isländisches Volkslied (tyrr var ott i koti katt)
- 1990 5/16 - Impression

### Werken voor gitaar
- 1976 Variationen über ein thema von Mozart, voor 9 gitaren
- 2004 Sonata da camera, voor 4 gitaren